# Marcos (Ilocos Norte)
Marcos (Bayan ng Marcos) es un municipio filipino de cuarta categoría perteneciente a  la provincia de Ilocos Norte en la Región Administrativa de Ilocos, también denominada Región I.

## Geografía
Tiene una extensión superficial de 72.77 km² y según el censo del 2007, contaba con una población de 16.711 habitantes y 3.059 hogares; 16.984 habitantes el día primero de mayo de 2010

### Barangayes
El municipio de Marcos tiene 13 barangay o barrios, todos de carácter rural, salvo el correspondiente a la Población, Lydia, que es urbano.
| - Pacífico (Agunit) - Imelda (Capariaan) - Elizabeth (Culao) - Daquioag | - Escoda - Ferdinand - Fortuna - Lydia (Población) | - Mabuti - Valdez (Biding) - Tabucbuc (Ragas) - Santiago | - Cacafean |

## Historia
Tanto el municipio como varios barrios llevan los nombres de miembros de la familia del que fuera  X presidente de Filipinas Ferdinand Marcos (1965-1978), nacido en Sarrat.